# Мусёл, Роберт
Роберт Пауль Иоганн Му́сёл (в старых русских источниках также Музиоль, нем. Robert Paul Johann Musiol; 14 января 1846, Бреслау — 19 октября 1903, Фрауштадт, ныне Всхова, Любушское воеводство) — немецкий музыкальный критик.

## Биография
В 1873—1891 гг. кантор в церкви села Рёрсдорф (ныне Осова-Сень). В 1877 г. опубликовал «Катехизис истории музыки» (нем. Katechismus der Musikgeschichte, второе издание 1888), полностью переработанное Р. Хофманом третье издание вышло под названием «Очерк истории музыки» в 1905 г. Редактировал новые издания «Словаря иностранных музыкальных терминов» (нем. Musikalisches Fremdwörterbuch) и музыкального словаря (нем. Conversations-Lexikon der Tonkunst) Юлиуса Шуберта после смерти последнего, второй из них выпустил в 1881 г. в переработанном виде (вместе с В. Таппертом). Напечатал биографические очерки композиторов Вильгельма Фритце (1883) и Хуго Брюклера (1896), книгу «Теодор Кёрнер и его отношение к музыке» (нем. Theodor Körner und seine Beziehung zur Musik; 1893). Публиковался как критик и библиограф в немецкой музыкальной периодике, автор фортепианных, вокальных и органных пьес, переложений.